# نظرية مخطط النوع
نظرية مخطط النوع هي نظرية قدمت من خلال ساندرا بيم عام 1981 كنظرية إدراكية لشرح كيف يصبح الأفراد منتمين إلى أحد الجنسين في المجتمع وكيف تستمر وتنتقل الخصائص المتعلقة بالجنس إلى أفراد آخرين في ثقافة ما.
فالمعلومات المرتبطة بالنوع تنتقل بصفة أساسية عن طريق مخططات أو شبكات معلومات تسمح لبعض المعلومات بأن تستوعب بشكل أسهل من الأخرى. وترى بيم أنه يوجد فروقات فردية في درجة حمل الناس هذه المخططات الجنسية، وهذه الفروقات تظهر من خلال مقدار البصمة الجنسية للأفراد.

## البصمة الجنسية
إن صميم الهوية الجنسية يرتبط ارتباطا وثيقا بالبصمة الجنسية التي يخضع لها الفرد، وهذه البصمة تتأثر بشكل مكثف بنشأة الطفل والإعلام والمدرسة والأشكال الثقافية الأخرى التي تترسب إليه.
تشير بيم إلى أربع تصنيفات قد ينتمي إليها الفرد وهي: منتمي لجنسه sex-typed ، مخالف لجنسه cross-sex-typed ، مزدوج الجنس androgynous ، لامتمايز undifferentiated.
- الشخص المنتمي لجنسه sex-typed: هو شخص يتعامل ويندمج مع المعلومات التي تتوافق مع جنسه.
- المخالف لجنسه cross-sex-typed: وهو شخص يتعامل وميندمج مع المعلومات الخاصة بالجنس الآخر.
- مزدوج الجنس androgynous: وهو شخص يتعامل ويندمج مع تصرفات ومعلومات كلا الجنسين.
- لا المتمايز undifferentiated: وهو شخص لا يبدي أي نوع من الاستجابة للمعلومات الخاصة بالهوية الجنسية.

## الأنماط الجنسية
لأن نظرية المخطط الجنسي هذه هي نظرية خاصة بعمليات المعالجة والتعامل وليس المحتوى، وبالتالي فهي تساعد في تفسير بعض العمليات التي من خلالها تتقولب الأنماط الجنسانية بشكل متأصل في نفسية المجتمع.
على وجه التحديد، فإن امتلاك مخططات نوع قوية يكون بمثابة مصفاة من خلالها يمكن معالجة المحفزات القادمة من البيئة حولنا، وهذا بدوره يؤدي إلى زيادة القدرة على استيعاب المعلومات المتجانسة ومقولبة، مما يزيد من ترسيخ وجود الأنماط الجنسانية.
في مرحلة البلوغ، تفترض بيم أن الأطفال لابد وأن يختاروا من بين مجموعة وفيرة من الأبعاد، ولكن مخططات النوع هذه يتؤدي إلى تنظيم السلوكيات المتوافقة مع التعريف الثقافي عن ماذا يعني الذكر أو الأنثى.
بالإضافة لذلك ترى بيم أن هناك مخططات فرعية خاصة بالمغايرة في التوجه الجنسي والتي ربما تحفز بناء مخططات النوع.
فغالبية المجتمعات تتعامل مع المغايرة الجنسية بصفتها المعيار الأنسب للدلاة على الذكورة والأنوثة، وبالتالي فإن المغايرة الجنسية هي الوضع الطبيعي.
علاوة على ذلك فإن المخططات الفرعية للمغايرة الجنسية تجزم بأن الرجال والنساء من المفترض أن يختلفوا عن بعضهم البعض، ومن المفترض أن هذا هو السبب في أن التفاعلات عبر الجنس من المرجح أن تكون مشفرة جنسيا.
الأشخاص المنتمين لجنسهم sex-typed لديهم استعداد عام باستدعاء المخطط الفرعي للمغايرة الجنسية في التفاعلات الاجتماعية والتصرف بشكل مختلف مع الأشخاص من الجنس المغاير سواء انجذبوا نحوهم أو نفروا منهم.

## شاهد
أتت بعض الاختبارات المبكرة عن نظرية التخطيط النوعي على صورة ذاكرة ومهمات إدراكية أخرى قد صممت لتقييم المعالجة لمعلومات «البصمة الجنسية».
الكثير من هذا الحبث المبكر وجد أن المشاركين ذوو البصمة الجنسية قد تذكروا التصرفات المرتبطة بجنسهم كما عالجوا المعلومات المنسجمة مع «البصمة الجنسية» بكفاءة أكبر، وهو بالتالي يقترح أن مخططات النوع المملوكة للأشخاص «المبصومين جنسيا» تساعد على استيعاب المعلومات المرتبطة بالجنس داخل مفهوم الذات بالنسبة للشخص (راجع بيم 1981).
بينت بيم أنه عند إعطاء خيار تجميع الكلمات حسب دلالاتها اللفظية أو حسب النوع الجنسي فإن الأشخاص «المنتمون لجنسهم» قد استخدموا بشكل أكبر نظام التجميع حسب نوع الجنس وتلاهم الأشخاص «اللا متمايزون»، وجاء الأشخاص «المخالفون لجنسهم» في النهاية كأقل الأشخاص استخداما للكلمات حسب نوع الجنس.

## التغيير المجتمعي الإيجابي
إن أهم مصدر لزرع البصمة الجنسية يأتي من خلال ممارسات الآباء التربوية. وقد عرضت بيم اقتراحات مشددة لحماية الأطفال من التبصم الجنسي، وتشمل هذه المقترحات حظر استخدام وسائل الإعلام التي تؤجج هذا السلوك، وكذلك تغيير الأخبار والمعلومات لانتزاع التبصم، وأيضا وضع أدوار متساوية للأب والأم في الأعمال المنزلية.
وعلى سبيل المثال قامت بيم بتعديل الكتب التي يقرأها أطفالها لتكوين فكرة مزدوجة الجنس أكثر، هذه التعديلات اشتملت على رسم شعر طويل وأجسام أنثوية الملامح في صور الأبطال الذكور.
ولكن رغم ذلك جعلت هذه التغييرات محدودة إلى أقصى درجة لأن الأطفال سيتعرضون لبعض المعلومات عن البصمات الجنسية حين يذهبون إلى المدرسة، وبالتالي تقترح بيم أن يتم تدريس مخططات بديلة للأطفال حتى لا يكون في الاحتمال تكوين والإبقاء على المخطط  الجندري.
بعض النماذج تشتمل مخطط الفروقات الفردية حيث يتعلم الأطفال معالجة المعلومات عن طريق شخصية الشخص نفسه لا عن طريق تكوين العديد من الافتراضات بشأن المجموعات عن طريق تصرفات أشخاصه.
وأيضا، عند تزويد الأطفال بمخططات التحيز الجنسي حيث يتعلم الأطفال معالجة معلومات البصمة الجنسية من خلال مصفاة تزيد من الاستهجان عند ظهور متعصب لجنس من الممكن أن تساعد في تزويد الأطفال بالأساسيات اللازمة لتبقيهم بعيدين عن التبصم الجنسي، وأيضا لتزيد من أثرهم المجتمعي بشكل إيجابي.
تأمل بيم أن تزيد الوعي بأن ثنائية الذكر/الأنثى والتي تستخدم كإطار تنظيمي هي في الغالب غير ضرورية وخاصة في المناهج الدراسية، وهي تصر على أن الانتماء لجنس له أثر سلبي على المجتمع وبالتالي من الواجب أن يقلل التركيز على مخططات النوع.
وبعين مناصرة للمرأة فإن مصطلح الازدواجية الجنسية ليس هو الحل الجذري لأن الازدواجية الجنسية لازالت تعني وجود (الذكورة) و (الأنوثة)، وبالتالي فمن الأفضل للمجتمع أن يقلل من استخدام الثنائية الجنسية كأمر تنظيمي وأن يصبح بلا مخطط.

## الإرث
لم يستمر إرث نظرية المخطط الجنسي بترك آثار واضحة في علم النفس الخاص بالجنس، فنظرية بيم بلا شك كانت مستلهمة من ثورة المعرفة في السبعينات والثمانينات، وقد أتت في وقت كان فيه علم النفس للجنس يثير اهتماما كبيرا مع دخول عدد متزايد من النساء المجالات الأكاديمية.
وبينما تمثل نظرية المخطط الجنسي العمود الفقري لفهم كيف تستمر القولبة الجنسية متواجدة في المجتمع المعاصر، ولكنها فقدت أهميتها حيث أصبح النظريات الاجتماعية هي القوة المهيمنة في علم النفس الجنسي.
المساهمة الأطول عمرا في هذا المجال كانت أداة مخزون بيم لدور الجنس (BSRI)، وقد طورت كأداة لتحديد الأشخاص المنتمين لجنسهم، ويستخدمها العديد من الباحثين لقياس بعض المظاهر الجندرية وتقرير القوالب الجنسية وكمقياس الذكورة والأنوثة.
ويجب توخي الحذر عند استخدام مقياس BSRI كأداة بحثية عند قياس منظومات ليس من طبيعتها أن تقاس.
وجدير بالذكر أن بيم اعترفت بنفسها أنها لم تكن مؤهلة لتطوير أداة BSRI ولم تتوقع قط أن يتم استخدامها بهذا الشكل الموسع حتى يومنا هذا.